# Ribeira do Fárrio
Ribeira do Fárrio is een plaats (freguesia) in de Portugese gemeente Ourém en telt 900 inwoners (2001).